# Laureaci Nagrody Ig Nobla (2011)
Lista osób wyróżnionych Ig Noblem w roku 2011:
| Osoba | Dziedzina                | Praca |
| --- | ------------------------ | --- |
| Anna Wilkinson Natalie Sebanz Isabella Mandl Ludwig Huber                                                            | fizjologia               | udowodnienie braku zjawiska zaraźliwego ziewania wśród żółwi leśnych                                        |
| Mirjam Tuk Debra Trampe Luk Warlop Matthew Lewis Peter Snyder Robert Feldman Robert Pietrzak David Darby Paul Maruff | medycyna                 | badanie wpływu wstrzymywania moczu na koncentrację                                                          |
| Karl Halvor Teigen                                                                                                   | psychologia              | badanie nad zjawiskiem wzdychania u ludzi                                                                   |
| Daryll Gwynne David Rentz                                                                                            | biologia                 | odkrycie, że niektóre rodzaje żuków próbują kopulować z butelkami po pewnych rodzajach australijskiego piwa |
| Makoto Imai Naoki Urushihata Hideki Tanemura Yukinobu Tajima Hideaki Goto Koichiro Mizoguchi Junichi Murakami        | chemia                   | opracowanie alarmu przeciwpożarowego rozpylającego izotiocyjanian allilu odpowiadający za ostry smak wasabi |
| Philippe Perrin Cyril Perrot Dominique Deviterne Bruno Ragaru Herman Kingma                                          | fizyka                   | badania nad zawrotami głowy u dyskoboli i ich brakiem u młociarzy                                           |
| Dorothy Martin Pat Robertson Elizabeth Clare Prophet Lee Jang Rim Credonia Mwerinde Harold Camping                   | matematyka               | nagroda zbiorowa za wyznaczanie dat końca świata                                                            |
| John Senders | bezpieczeństwo publiczne | badanie skutków rozpraszania kierowcy jadącego autostradą z opadającym na oczy nakryciem głowy              |
| John Perry | literatura               | teoria odkładania spraw na jutro                                                                            |
| Artūras Zuokas | nagroda pokojowa         | walka z nielegalnie zaparkowanymi samochodami przez rozgniatanie ich wozem pancernym                        |